# جائزة بلجيكا الكبرى 2013
جائزة بلجيكا الكبرى 2013 (بالإنجليزية: 2013 Belgian Grand Prix)‏ هو سباق فورمولا 1 أقيم بتاريخ 25 أغسطس 2013 في حلبة دي سبا فرانكورشومب، حمام معدني، بلجيكا. كان الحادي عشر من أصل 19 في بطولة العالم لسباقات الفورمولا واحد موسم 2013. حلّ سباستيان فيتل أولا بينما جاء الإسباني فرناندو ألونسو في المركز الثاني وحصل على المركز الثالث البريطاني لويس هاملتون.